# Schempp-Hirth Discus
Der Schempp-Hirth Discus wurde von Schempp-Hirth im Jahre 1984 als Nachfolger des erfolgreichen Standardklasse-Segelflugzeugs Standard-Cirrus auf den Markt gebracht. Trotz seiner Leistungsfähigkeit, die er auch mit mehreren Weltmeistertiteln bewies, ist der Discus durch gutmütige Flugeigenschaften auch für den Vereinsbetrieb oder sogar als erster Kunststoffeinsitzer in der Ausbildung geeignet.
Der Rumpf des Discus ist vom Ventus übernommen; die Discus-a-Rumpfvariante ist dabei für Piloten bis zu einer Körpergröße von 175 cm vorgesehen, die Variante Discus-b für größere Piloten. Die Flächen wurden vollständig neu entwickelt. Ein besonderes Merkmal dieser ist ihre mehrfach gepfeilte Vorderkante.
Der Discus besitzt automatische Ruder- und Klappenanschlüsse. Die Bremsklappen sind doppelstöckig ausgeführt und sehr gut wirksam. Durch Zuladung von Wasserballast kann die Flächenbelastung bis auf 50 kg/m² gesteigert werden.
Nach der Einführung des Nachfolgemodells Discus 2 wird der Discus weiterhin als Discus CS in Choceň (Tschechien) hergestellt. Der Discus 2b wird von der United States Air Force Academy unter der Bezeichnung TG-15B bei landesweiten Segelflugwettbewerben eingesetzt.

## Technische Daten

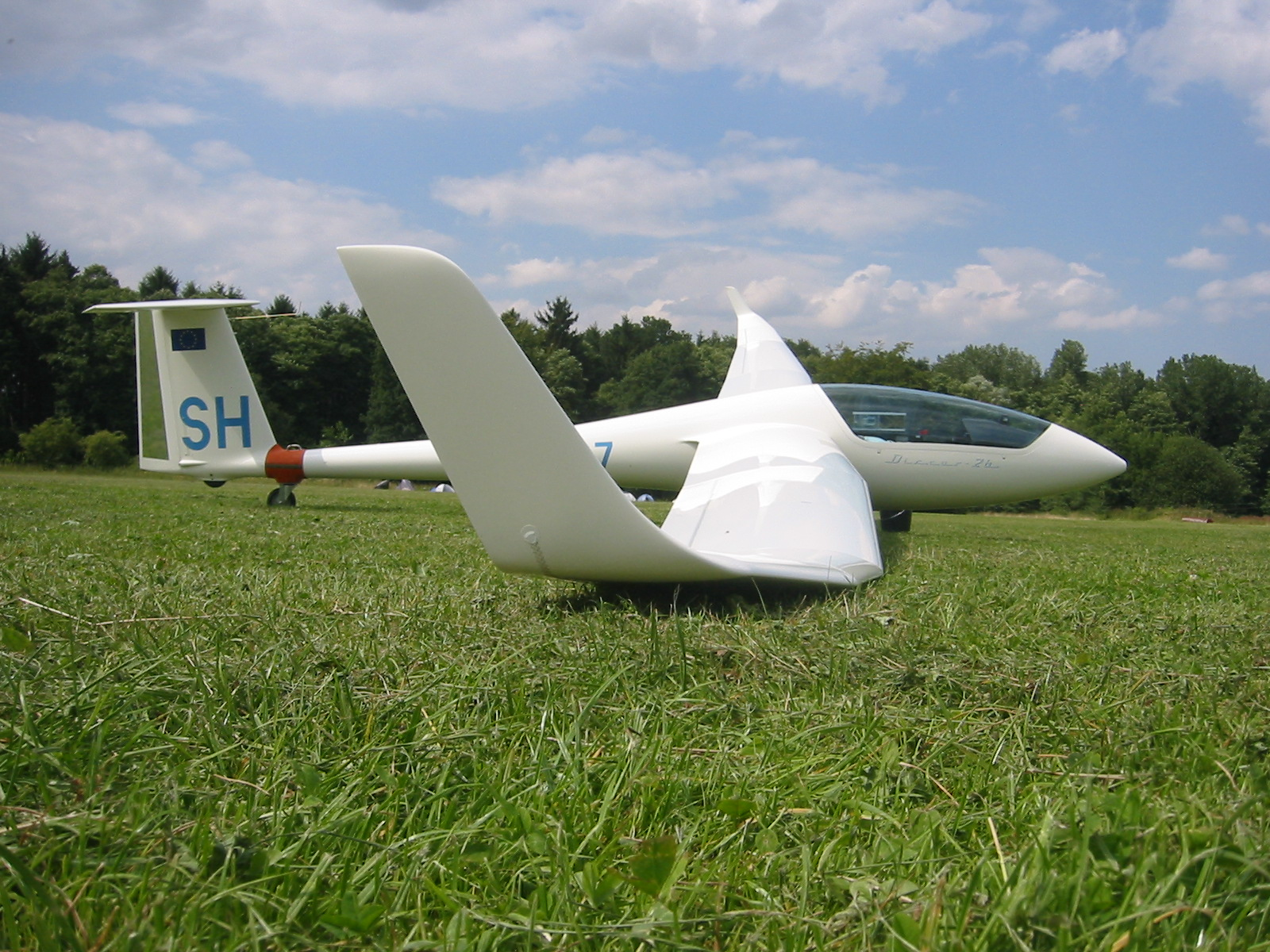
Discus 2b

|                                 | Discus     | Discus 2a/b | Discus 2c/t |
| ------------------------------- | ---------- | ----------- | ----------- |
| Spannweite                      | 15 m       | 15 m        | 18 m        |
| Flügelfläche                    | 10,58 m²   | 10,16 m²    | 11,36 m²    |
| Flügelstreckung                 | 21,3       | 22,2        | 28,5        |
| Rumpflänge                      | 6,58 m     | 6,81 m      | 6,81 m      |
| Leermasse mit Mindestausrüstung | ca. 230 kg | ca. 240 kg  | ca. 325 kg  |
| max. Startmasse                 | 525 kg     | 525 kg      | 565 kg      |
| max. Flächenbelastung           | 50 kg/m²   | 51,7 kg/m²  | 50 kg/m²    |
| Höchstgeschwindigkeit           | 250 km/h   | 250 km/h    | 280 km/h    |
| Geringstes Sinken               | 0,59 m/s   | 0,58 m/s    | 0,56 m/s    |
| Gleitzahl                       | ~41        | ~42         | ~45         |